# Gekijōban Bungaku Shōjo
Gekijōban Bungaku Shōjo (劇場版文学少女 Gekijōban Bungaku Shōjo) là phim hoạt hình anime Nhật Bản được đạo diễn bởi Tada Shunsuke và được sản xuất bởi hãng phim Production I.G để tri ân 10 năm thành lập nhà xuất bản Enterbrain. Phim dựa trên nội dung của light novel Cô gái văn chương của Nomura Mizuki và minh hoạ bởi Takeoka Miho. Phim được công chiếu tại các rạp phim ở Nhật Bản từ ngày 1 tháng 5 năm 2010 và sau đó phát hành đĩa Blu-ray và DVD vào ngày 27 tháng 8 năm 2010 bởi Pony Canyon. 2/3 phim sử dụng cốt truyện từ tập 5 (Người hành hương than khóc) và phần còn lại từ tập 8 (Nhà văn hướng về Chúa trời).

## Cốt truyện
Cô gái văn chương xoay quanh cuộc sống sau khi vừa vào trường cao trung của nam sinh tên Inoue Konoha. Câu chuyện bắt đầu với lần đầu tiên cậu gặp một nữ sinh năm 3 tên Amano Tooko - chủ tịch câu lạc bộ Văn học. Tooko là một người rất yêu thích văn học và là Quái vật ăn sách. Tooko có thể ăn những câu chuyện bằng các ăn những cuốn sách. Sau đó, Konoha tham gia câu lạc bộ Văn học và hàng ngày viết truyện "tam đề" để làm món "điểm tâm" cho Tooko. Mỗi cuốn là một câu chuyện riêng biệt, nhưng tuyến nhân vật chính vẫn xuyên suốt cả bộ sách, và mỗi tập đều đan xen trong âm hưởng của một tác phẩm văn học nổi tiếng. Tohko có đặt một hòm thư trên cây để nhận tư vấn tình cảm. Đến một ngày, Tooko và Konoha phát hiện ra có một tờ giấy trong hòm thư, nhưng chỉ là một bức tranh nguệch ngoạc của con nít. Tohko nhận ra bức tranh là từ hình minh hoạ trong bài thơ của Miyazawa Kenji. Trong 5 ngày liên tục tiếp theo, Tohko phát hiện ra những tấm hình tương tự trong hòm thư, và đêm đó họ quyết định rình xem ai là chủ nhân của tấm hình. Và rồi, họ đi tìm Takeda Chia và Kotobuki Nanase - bạn chung lớp của Konoha. Cô ấy nói rằng những tấm hình đó là từ Asakura Miu. Tooko và Konoha tiếp tục cuốn theo những rắc rối và giải quyết chúng.

## Phát hành
Phim điện ảnh anime Cô gái văn chương do hãng phim Production I.G và Hội đồng sản xuất Cô gái văn chương sản xuất, bao gồm: Enterbrain, Pony Canyon, T.O Entertainment, Lantis và Kadokawa Contents Gate. Kịch bản được viết bởi Yamada Yuka, thiết kế nhân vật bởi Matsumoto Keita, dựa trên thiết kế gốc trong tiểu thuyết của Takeoka Miho. Đạo diễn nghệ thuật cho phim là Suzuki Michie và có 6 đạo diễn hoạt hình bao gồm: Kise Kazuya, Okuda Yōsuke, Sano Keiichi, Sekiguchi Kanami, Tezuka Kyōhei, và Yoshida Yūko. Âm nhạc được sản xuất bởi Itō Masumi, cùng Mima Masafumi và Nakajima Toshihiko làm đạo diễn âm thanh. Cô gái văn chương ra mắt đĩa Blu-ray phiên bản giới hạn và DVD phiên bản giới hạn và thông thường tại Nhật Bản bởi Pony Canyon từ ngày 27 tháng 8 năm 2010. Ca khúc chủ đề của phim mang tựa đề "Haruka na Hibi" (遥かな日々 tạm dịch: Những ngày xa cách ) thể hiện bởi nhóm Eufonius; đĩa đơn được phát hành vào ngày 1 tháng 5 năm 2010 bởi Lantis. Nhạc phim với tựa đề Musique du film được phát hành vào ngày 1 tháng 5 năm 2010 bởi Lantis.